# Fälg
Fälg är en hjulring (hjulskena) på ett fordonshjul på vars periferi monteras ett däck med, i förekommande fall, innerslang.

## Cykelfälgar

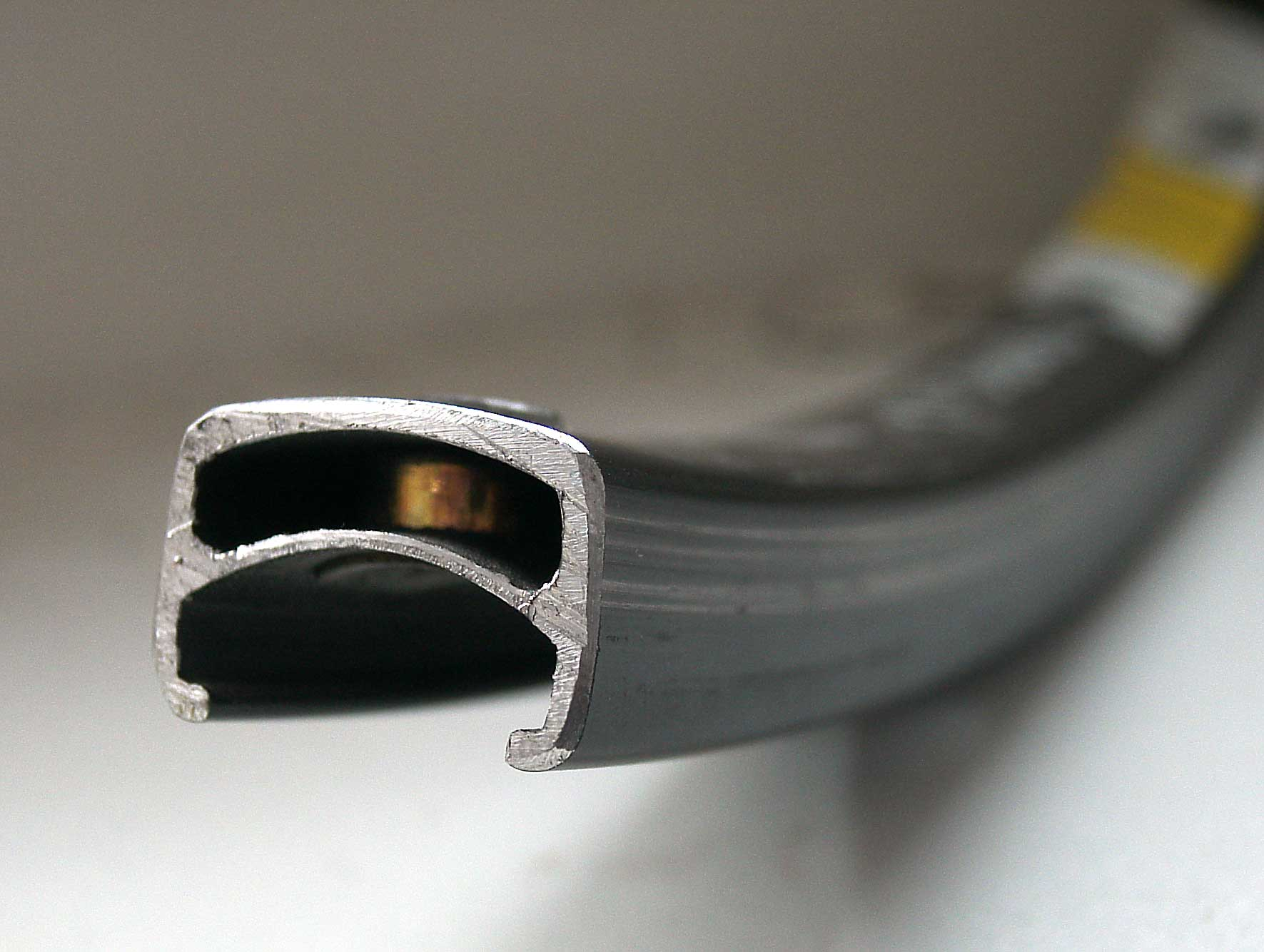
Tvärsnitt av dubbelbottnad cykelfälg.

Tvärsnitt av cykelhjul med enkelbottnad fälg och däck.

### Definitioner
Cykelfälg kallas den yttre delen av cykelhjulet, som däck, slang och fälgband monteras på. Cykelfälgen sammanbinds vanligtvis med cykelnavet via tunna och mer eller mindre hårt spända stålekrar. Oftast är cykelhjulen 32- eller 36-ekrade, men även andra varianter förekommer. 
Bakhjulet på vissa extrema racercyklar består dock av en hel skiva, vilket ger ett minskat luftmotstånd. På mountainbike-cyklar förekommer det att man monterar på en heltäckande skiva på hjulsidorna, för att förhindra att grenar ska fastna i bakhjulet och förstöra bakväxeln.

### Funktion
En cykelfälg har huvudsakligen tre olika funktioner.
- Fälgen ska kunna hålla fast ett hårt pumpat däck, så att inte innerslangen kan krypa ut och explodera.
- Fälgen ska kunna ta upp all belastning och överföra den till de förspända ekrarna i den kraftpåverkade zonen.
- Fälgen ska fungera bra ihop med fälgbromsar (om cykeln har fälgbromsar).

### Materialval
Cykelfälgar är vanligtvis gjorda i aluminium eller stål, där aluminiumfälgar ofta sitter på bättre cyklar och stålfälgar företrädesvis sitter på enklare cyklar av låg kvalitet. Stålfälgar har två stora nackdelar jämfört med aluminiumfälgar. Dels blir stålfälgar tyngre, vilket ger mer roterande vikt utan att för den sakens skull ge ett starkare cykelhjul. Dels sker en mycket kraftig försämring av fälgbromsarnas bromsförmåga i blött väglag på grund av en finare mikrostruktur i stålmaterialet. Bromsförmågan försämras inte alls lika mycket i blött väglag med en aluminiumfälg.
Cyklar tillverkade under sent 1800-tal och tidigt 1900-tal kunde även ha träfälgar.

### Tvärsnittsprofil
Den idealiska cykelfälgen har en fyrkantsprofil, som ger bäst förhållande mellan styrka och vikt. Den fälgtyp som kommer närmast fyrkantsprofilen är tubfälgen, som dock bara sitter på finare racercyklar. Tubfälgen är alltid dubbelbottnad.
De dominerande kanttrådsfälgarna kan antingen vara enkelbottnade eller dubbelbottnade. En dubbelbottnad cykelfälg blir starkare, då den påminner om den idealiska fyrkantsprofilen. Dessutom blir det inte lika kritiskt med ekerlängden som med en enkelbottnad fälg, där några millimeter för långa ekrar snabbt kan resultera i punkteringar.
Bättre kanttrådsfälgar har en klack som det välpumpade kanttrådsdäcket kan haka fast i. En sådan fälg medger ett betydligt högre lufttyck utan att däcket riskerar att "glida" av fälgen. Ett välpumpat däck minskar rullmotståndet. Dessutom kan vikbara däck användas, som blir betydligt lättare än traditionella kanttrådsdäck (och därmed minskar hjulets roterande vikt).

### Öljetteroch hylsor
För att öka livslängden på bättre aluminiumfälgar, är ekerhålen förstärkta med stålöljetter (engelska eyelets). Då tål ekerhålen bättre påfrestningen från ekrarnas spänningsvariationer (som uppkommer när cykelhjulet roterar under last).
En dubbelbottnad fälg kan även ha hylsor (engelska sockets), som innebär att båda bottnarna tar upp påfrestningarna från ekrarnas spänningsvariationer. Dessutom underlättar hylsorna själva hjulbyggandet, då ekernipplarna inte kan försvinna in i fälgen mellan de båda fälgbottnarna.  

### Ventilhålets diameter
Huvudartikel: Cykelventiler
Olika ventiler kräver olika diameter på ventilhålet. Både traditionell cykelventil (Dunlop) och bilventil (Schrader) kräver ett 8 mm stort ventilhål. En racerventil (Presta) kräver ett betydligt mindre hål. Vill man använda racerventil med en fälg som är förberedd för bilventil eller traditionell cykelventil, kan en s.k. ventilräddare användas.

### Storlek
Cykelfälgar finns i ett flertal olika storlekar och storleken anges numera ofta i millimeter. På cyklar för vuxna dominerar storlekarna 559 mm (mountainbike) och 622 mm (fullstora cykelhjul). 
Tidigare angavs hjulstorleken, och därmed även fälgens storlek, i tum, men på ett baklängessätt då det som angavs var däckets ytterdiameter. Detta betydde till exempel att 26" däckytterdiameter kunde betyda åtminstone fem olika fälgdiametrar (559, 571, 584, 591 och 597 mm) beroende på däckets bredd och profil. 
Detta system har historiskt använts till framförallt cyklar, men även några mopeder (exempelvis Crescent Compact) har haft hjulens storlekar angivna enligt cykelstandard. Det är skälet till att denna mopeds förhållandevis små däck anges som 2,5 - 15" trots att fälgen bara är runt 11" stor.

## Motorcykelfälgar

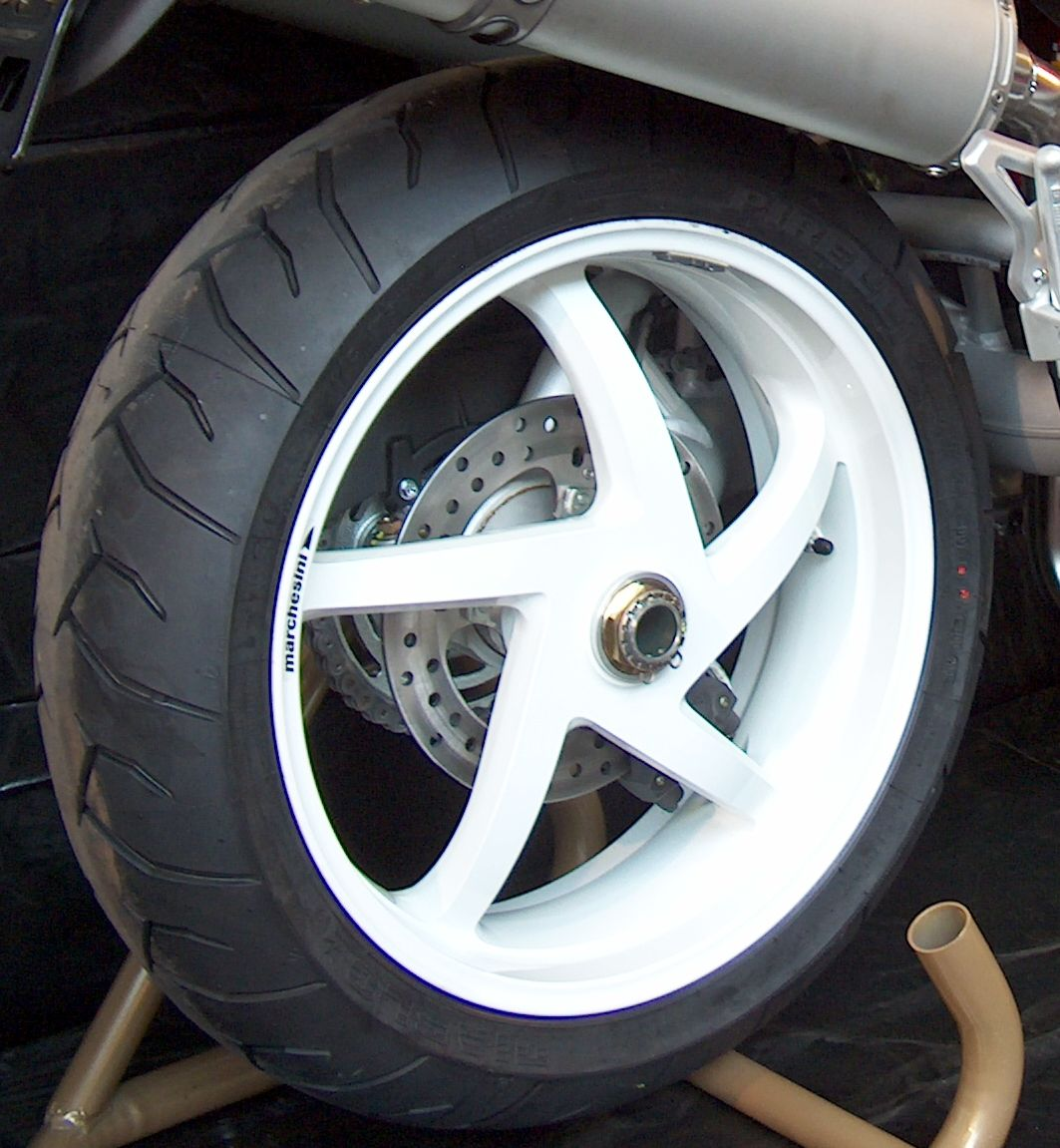
En motorcykelfälg i aluminium från en Ducati motorcykel.

Motorcykelhjul kan vara gjutna i ett stycke (fälg - ekrar - nav) i magnesium eller aluminium eller de kan ha stålekrar mellan fälgbana och nav. Fälgbana och nav kan vara tillverkade i både aluminium och stål. Det finns även hjul till motorcyklar där ekrarna ersatts av bitar av pressad aluminiumplåt och allt skruvats eller nitats tillsammans - Honda Comstar. Ingenjörsmässigt är det den bästa konstruktionen i termer av möjlig styvhet per vikt, men modet föreskriver andra hjul än Comstar idag.
Äldre motorcyklar har ekerfälgar, liksom vissa nyare custommotorcyklar.
För motorcykelfälgar används samma standard som för bilhjul, alltså att huvudmåttet som anges i tum är fälgytterdiametern. Sedan anges däckets dimensioner i tum (efter fälgen) samt bredden mm eller tum (om profilen är 100) alternativt i bredden + däckets profil (förhållande mellan höjd och bredd, det vill säga höjden anges som procent av bredden) för däck med lägre profil än 100.

## Bilfälgar

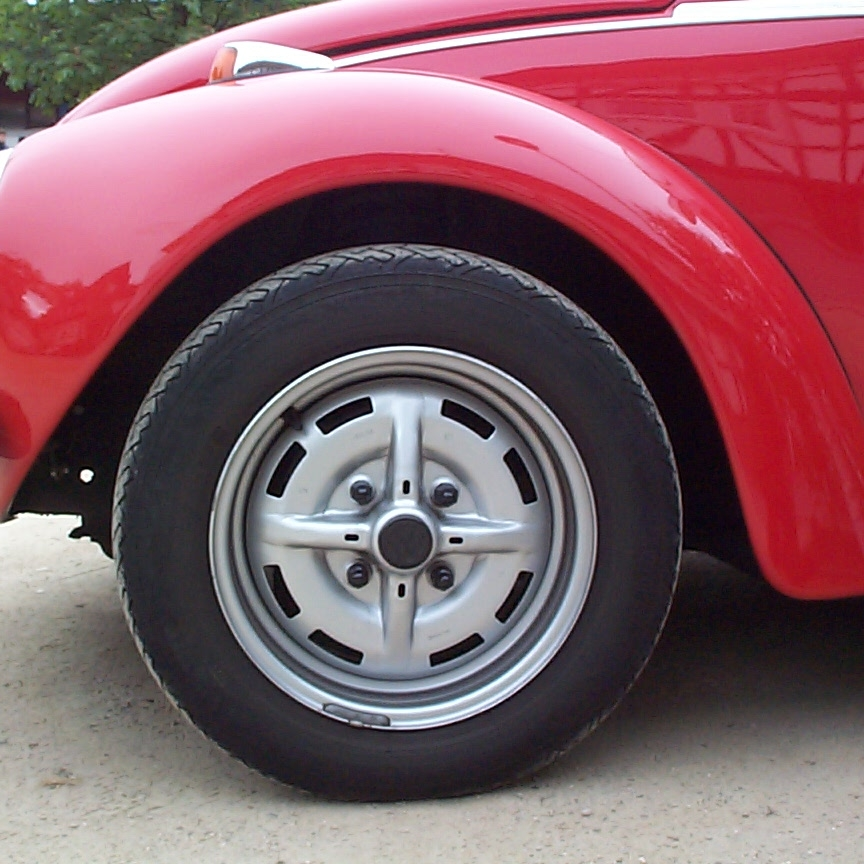
Pressad stålfälg på en Volkswagen Typ 1.

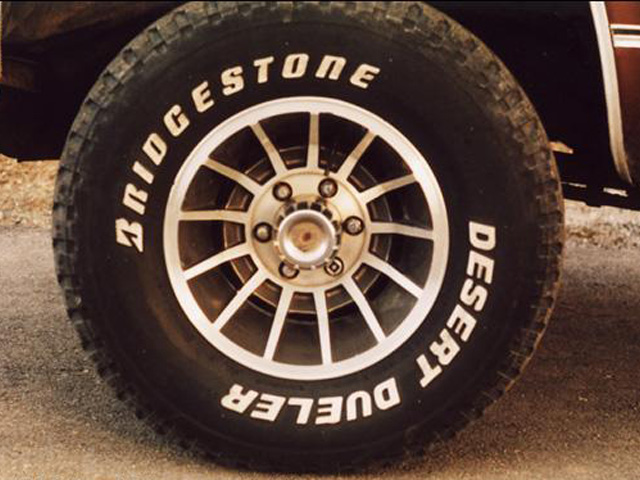
Aluminiumfälg från en 1978 års Chevrolet Blazer.

Bilfälgar är vanligtvis pressade av stålplåt eller gjutna i aluminium. 
Fälgar till tävlingsbilar kan även vara tillverkade av magnesiumlegeringar. Ekerhjul var vanliga förr men förekommer numera endast av utseendemässiga skäl.

Dimensionen hos en bilfälg bestäms av diametern, bredden, antalet fästpunkter, bultcirkeln samt inpressningsdjupet. Det stora antalet kombinationer av dessa mått gör att fälgar sällan är utbytbara mellan olika bilmodeller.

### Montering på bilar
Bilfälgar monteras antingen med hjulskruvar i skruvhål i navet, eller med  muttrar på pinnskruvar som är monterade på navet. Den senare varianten kompletteras med dekorativa navkapslar eller hjulsidor för att skydda gängorna. Alternativt kan kupolmuttrar användas för detta ändamål.

Antalet hjulskruvar eller muttrar är tre till fem på personbilar, på tyngre fordon används ett större antal. Inom vissa grenar av bilsport, till exempel Formel 1 används endast en hjulmutter.

### Hålbilden
Hålbilden är diametern av den tänkta cirkel runt vilken skruvarna eller muttrarna är placerade. Hålbildens diameter brukar anges i millimeter ihop med antalet hål, till exempel 4/108. Vid ett jämnt antal hål uppmätes detta genom att mäta från ett valfritt skruvhåls inre kant, till den yttre kanten på det hål som är längst ifrån. Vid ett ojämnt antal hål (ex.5/120), där det inte finns något hål tvärs över, är det praktiskt att med skjutmått mäta diametern på ett hål, lägga till diametern på centrumhålet och slutligen lägga till det dubblerade måttet mellan dessa två hål. Se bildlänk:

### Fälgens inpressningdjup
Fälgens inpressningsdjup kallas ET-mått (från tyskans Einpresstiefe) eller offset. ET-måttet anger avståndet mellan däckets axiella centrum till fälgens monteringsyta mot hjulnavet, vilket oftast är angivet på fälgen. På aluminiumfälgar är stämpeln normalt stansad eller gjuten på fälgens insida, på stålfälgar oftast stansad på utsidan.
Vid ett inpressningsdjup på det nominella värdet 0, är däckets axiella mittpunkt monterad i linje med hjulnavets monteringsyta. Är ET-värdet exempelvis 45, sitter däckets axiella centrum 45 mm innanför hjulnavets yta . Det finns även negativa inpressningvärden, vilket anger hur mycket däckets axiella centrum ligger utanför hjulnavets monteringsyta. Detta förekommer mest typiskt vid förhållandevis breda fälgar, med en så kallad bred kant. Finns det ett motstående hjul i hjulaxelns andra ände (som normalt på en bil med jämnt antal bärande hjul), ökar alltså spårvidden ju lägre ET-värdet är.